# Lemur rákosový

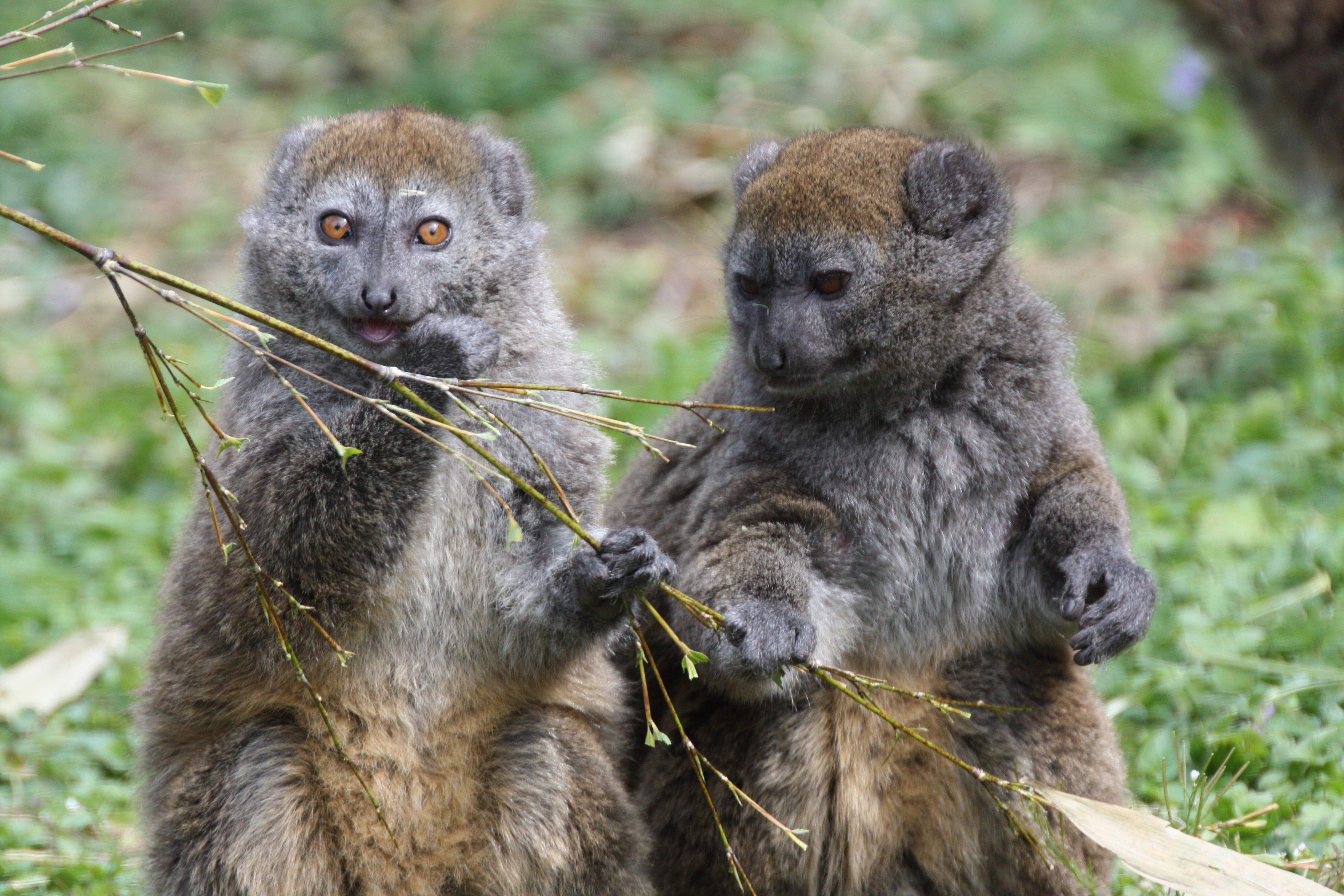
Dvojportrét

Lemur rákosový (Hapalemur alaotrensis) je poloopice, největší druh z rodu Hapalemur. Až do nedávné doby byl považován za pouhý poddruh lemura šedého. Tato poloopice žije, stejně jako všichni ostatní lemuři, výhradně na Madagaskaru. Je to jediný primát přizpůsobený k životu nejen na stromech, ale i na bažinatých územích porostlých hustým rákosem, šáchorem a jinými bahenními rostlinami.

## Výskyt
Žije u největšího madagaskarského jezera Alaotra, které se nachází na východní straně ostrova. Jeho populace je rozdělená do dvou skupin, větší žije na jihozápadě jezera, menší na jeho severním břehu. Je to území s výrazným obdobím sucha (duben až listopad) a obdobím dešťů (prosinec až březen). Od června do srpna tam bývá průměrná teplota 4 až 6 °C, od června do srpna 28 až 30 °C.
Jezero Alaotra je prakticky rozsáhlý údolní močál o rozloze 900 km² s největší hloubkou pouhých 1,5 m, po jehož obvodě se rozprostírají rozlehlá rýžová pole, hlavní zdroj rýže pro Madagaskar. Okolní lesy jsou téměř vykácené a na okraji jezera, ve špatně přístupných místech, dosud zůstaly porosty vlhkomilných travin a šáchorů.

## Popis
Tmavě šedohnědě zbarvený lemur rákosový má tělo dlouhé asi 39 cm a nechápavý ocas 40 cm, samec průměrně váží 1,4 a samice 1,6 kg. Má velké kulaté ušní boltce částečně skryté v srsti a výrazné oči.
Na rozdíl od jiných druhů lemurů se při pohybu po polehlých stéblech rákosu (Cyperus) a šáchorů (Phragmites) vyznačují chůzí po čtyřech končetinách. Ohýbají si jednotlivá stébla, stoupají na ně a tak dosáhnou na další. Mimo to také dobře skáčou a po stromech se pohybují ve svislé poloze (vertikálním lpěním).

## Chování
Lemur rákosový je typický celodenní živočich (cathemeral), který je periodicky aktivní v průběhu dne i noci. Nejaktivnější bývá za úsvitu a za soumraku, chvíle odpočinku tráví na stromech. Jsou to teritoriální zvířata, svá území si označují hlasem i pachovými značkami, případně je samci brání výhružnými postoji nebo napadají vetřelce. Žijí v rodinných skupinách, nejčastěji po třech až pěti, ve většině skupin bývá více dospělých samců než samic, vůdčí role přísluší samici. Vzájemné vztahy si utužují společným vysedáváním čelem proti sobě a vzájemnou péčí o srst.
Jsou to převážně býložravci, jejich hlavní stravu tvoří listy, pupeny a květy šáchorů, rákosů a jiných rostlin, občas i plody. Mimo doby strávené v těchto močálovitých porostech hledají potravu i na pevné zemí, občas požírají i zeminu.

## Rozmnožování
Jsou to zvířata monogamní i polygamní. Od června do července (v období sucha) dochází k páření, obvykle jen v rámci skupiny. V listopadu a prosinci (v období dešťů) se rodí většinou jedno mládě, o které pečuje pouze samice, zprvu jej nosí v tlamě, později na zádech. Ve věku třech týdnů je mládě schopno chodit i skákat, v šesti týdnech již samo žere rostlinnou stravu a po pěti měsících se o něj matka přestává starat.
Mladé samice dospívají ve věku dvou let a samci ve třech; následně samice v rodné skupině zůstávají nebo z ní odcházejí, samci vždy odcházejí. Ve volné přírodě se dožívají průměrně 20 let a v zajetí až 30.

## Ohrožení
Mezi jejich přirozené nepřátele patří hroznýš psohlavý, galidie proužkovaná, orlík madagaskarský, fosa a sovy. Mezi jejich novodobé lovce lze počítat i zdivočelé psy, kočky a lidi, kteří je přes zákaz chytají pro obchod se zvířaty. Prostory, ve kterých žijí, jsou i nadále zmenšovány zakládáním nových rýžových polí, nutných k obživě stoupajícího počtu madagaskarských obyvatel.
Lemur rákosový je proto Mezinárodním svazem ochrany přírody (IUCN) hodnocen jako kriticky ohrožený druh (CR) a byl zařazen i do přílohy č. I v CITES.